# 세코돈토사우루스

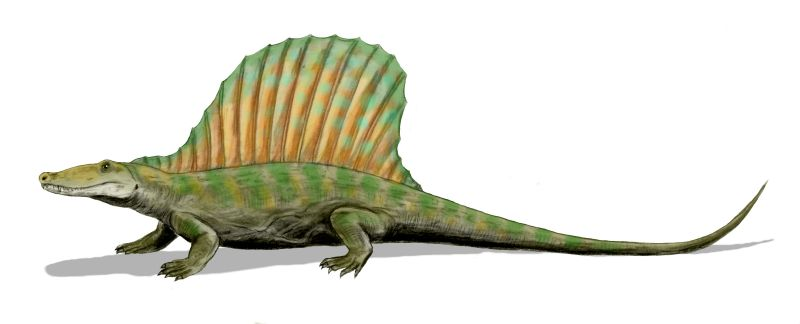

세코돈토사우루스(학명;Secodontosaurus willistoni)는 반룡목 스페나코돈과에 속하는 도마뱀이다. 지금은 멸종된 종으로서 전체적인 몸길이가 2~4m인 거대한 도마뱀에 속한다.

## 특징
세코돈토사우루스(단단한 치아를 가진 도마뱀)는 페름기 초기 약 2억 8500만년에서 2억 7200만년전에 살았던 멸종된 '펠리코사우루스' 시냅스과 동물이다. 잘 알려진 디메트로돈처럼 세코돈토사우루스는 에펠리코사우루스과에 속하는 육식 동물로 비슷한 키 큰 등 돛을 가지고 있다. 하지만 그것의 두개골은 길고 낮고, 좁으며 크기와 모양이 매우 비슷한 가느다란 턱을 가지고 있다. 디메트로돈의 짧고 깊은 두개골과는 달리 앞쪽에 크고 눈에 띄는 송곳니 같은 이빨이 있고 뒷쪽에 더 작은 이빨을 가지고 있다. 세코돈토사우루스는 특이하게 길고 좁은 턱으로 보아 물고기를 잡거나 굴이나 틈새에 살거나 숨어 사는 먹이를 사냥하는 데 특화된 것으로 보인다. 현재 완전한 골격은 알려져 있지 않지만 세코돈토사우루스는 길이가 약 2에서 2.7미터(7-9피트)에 몸무게가 110킬로그램(250파운드)에 이를 것으로 보인다. 세코돈토사우루스의 화석은 북아메리카의 미국 텍사스주에서 위치타와 초기 페름기 지층의 클리어 포크 그룹에서 발견되었다. 최근 몇 년 동안 휴스턴 자연과학 박물관의 팀들은 세코돈토사우루스의 새로운 표본으로 보이는 노스 텍사스의 클리어 포크 레드 베드에서 유골들을 찾아냈다. 이러한 발견들은 온라인 블로그에서 언급되고 있지만 아직까지는 공식적으로 기술되지 않았다. 세코돈토사우루스라는 정식적인 이름은 라틴어 세코('절단하다') + 그리스어 δύύςςςooooo(오도우스, -odont, '치아') + 그리스어 ααῦςςsa(-saurus, '도마뱀')에서 유래했으며 살을 깎거나 찢는 이빨을 수 있는 해부학적 용어인 "secodont(세코돈트)"에서 유래했다. 고생물학자인 로버트 바커는 세코돈토사우루스의 긴 턱을 따서 "여우 얼굴 핀백"이라고 불렀다. 세코돈토사우루스의 특징적인 긴 두개골과 턱으로 많은 부분 화석들이 확인되었다. 다른 개인에게서 나온 두개골 후의 골격 재료는 디메트로돈과 매우 유사한 높은 돛의 명확한 증거를 가진 등뼈의 일부를 포함한다. 팔다리와 꼬리는 불완전하지만 아마도 디메트로돈의 그것과 비슷할 것이다. 디메트로돈처럼 세코돈토사우루스는 짧은 목, 튼튼한 몸, 짧은 팔다리와 긴 꼬리를 가졌을 것이다. 이와 같은 유사성에 비추어 볼 때 이전에 디메트로돈으로 확인되었던 두개골들이 사라지거나 조각난 일부 골격 유골들은 사실 세코돈토사우루스의 것일 수 있다. 중요한 비두개성의 차이는 디메트로돈에서는 높고 넓은 신경 척추를 가지고 있지만 세코돈토사우루스에서는 낮은 신경 척추를 가지고 있는 축 목 척추에서 발견될 수 있다. 로버트 라파엘 레이즈와 다른 사람들은 1992년에 왼쪽 하악골과 함께 보존된 약 27cm(11인치) 길이의 거의 완전한 두개골의 표본(MCZ 1124)에 기초하여 이 두개골을 자세히 묘사했다. 디메트로돈과 대비되는 길고 낮은 두개골과 치아의 크기가 거의 균일한 것 외에 위턱의 앞니가 뒤로 비스듬히 기울어져 있고 아래턱의 앞니가 먹이를 잡기 위해 앞쪽으로 향하고 있다. 악어처럼 생긴 그것의 두개골은 세코돈토사우루스가 반수생이었을 수도 있고 물고기와 헤엄치는 작은 양서류를 먹었을 수도 있다는 것을 암시한다. 하지만 레이즈와 그의 공동 저자들은 높은 돛이 물속에서 빠르게 움직이는 생명체를 찾는데 방해가 되는 것 같다고 언급했다. 대신 아래턱 끝에 앞쪽으로 비스듬한 이빨이 있는 길고 좁은 코는 세코돈토사우루스가 굴과 다른 좁은 공간에 숨어있는 작은 동물들을 쉽게 탐색할 수 있게 했을지도 모른다. 미국의 고생물학자인 에드워드 드링커 코프는 1880년에 세코돈토사우루스 물질에 대한 최초의 기술을 그의 티로플루라(유골 늑골)로 추정되는 종으로 발표했다. 테오플레우라 코페를 발표했다. 1878은 오피아코돈 미루스이며 테오플레우라 코페는 오피아코돈 미루스라고 불리는 1878의 하위 대명사이다. 제이콥 볼이 수집한 AMNH 4007 표본은 실제로 "암피비아인"과 스피나코돈티드의 뼈를 포함한 복합체였다.코프는 "치아는 매우 예리하지 않다"고 설명했다.표면 코팅은 15개 또는 16개의 다소 둔감한 능선으로 줄무늬를 이루고 있으며 이는 테로플레우라 옵투시덴스(라틴어로 "못난 치아" 또는 "블런트 치아"를 의미한다)라는 종명으로 표현된다. 어민 카울 케이스는 1907년에 세코돈토사우루스의 또 다른 표본인 AMNH 4091을 디메트로돈 롱기라무스로 묘사했다. 1916년에 윌리스톤은 오피아코돈과 비교하여 "더 넓고 평평하며 잘린 이빨"을 주목하면서 당시 이름이 알려지지 않은 새로운 표본 FMNH(WM) 573의 위턱과 아래턱의 일부를 설명했다. 윌리스톤은 1925년에 '파충류 골학'에서 세코돈토사우루스라는 이름을 1916년부터의 새로운 속이라고 추정했지만 설명이나 설명은 하지 않았다. 윌리스톤은 전형적으로 오피아코돈티드에서 발견되는 원뿔형 이빨과 대조되는 납작하고 날카로운 날을 가진 이빨을 위해 세코돈토사우루스라는 이름을 선택한 것으로 보인다. 1936년에 알프레드 셔우드 로머는 윌리스톤이 제안한 총칭은 공식화했지만 세코돈토사우루스를 오피아코돈티드가 아닌 디메트로돈과 관련된 스피나코돈티드로 확인했다. 그는 또한 케이스의 디메트로돈 롱기라무스를 모식종으로 선택하고 클리어 포크 그룹에서 새로운 세코돈토사우루스 윌리스토니를 설립하여 나중에 출현하고 더 큰 크기에 주목했다. 1940년에 로머와 프라이스는 코프 종에게 롱기라무스라는 동의어보다 오브투시덴스를 우선시했다. 레이즈와 다른 사람들이 추후가 되는 1992년에 이 두개골을 다시 기술하고 세코돈토사우루스의 다른 알려진 물질을 검토했을 때에 그들은 또한 나중에 클리어포크 그룹의 세코돈토사우루스 윌리스토니 종을 코프의 둔각류의 하위 대명사로 만들었지만 이 종은 때때로 다른 출처에서 구별되는 것으로 유지된다. 분류학적으론 세코돈토사우루스는 디메트로돈, 스페나코돈, 크립토베네이터, 세코돈토사우루스 등으로 스페나코돈과의 구성원들이 서로 어떻게 관련되어 있는지를 정확히 결정하는 것은 고생물학자들에게 진화적인 퍼즐을 던져주었다. 디메트로돈과 세코돈토사우루스는 매우 유사한 두개골 후골격을 가지고 있으며 가느다란 막대기 모양의 원통형 신경 가시에 의해 지탱되는 높은 등 돛을 가지고 있다. 이와는 대조적으로서 스페나코돈과 크텐오스폰딜루스는 평평한 칼날 모양의 신경 가시로 형성된 아래쪽 등관절을 가지고 있으며 스페나코돈은 상대적으로 낮고 크텐오스폰딜루스는 더 크다. 하지만 디메트로돈, 슈페나코돈, 그리고 크테노스폰딜루스는 크기가 다른 매우 유사한 깊은 두개골을 가지고 있는 반면에 세코노돈토사우루스는 더 균일한 이빨을 가진 흔치 않은 낮고 긴 두개골을 가지고 있다. 세코돈토사우루스는 세코돈토사우루스와 디메트로돈을 제외한 디메트로돈의 계통발생의 핵심인물로 여겨지느냐에 따라 다른 세코돈토사우루스와 디메트로돈과 스페나코돈의 분리된 가지에 위치한다. 진화 시나리오 중 한 가지에서는 키가 큰 세코돈토사우루스가 키가 큰 공통 조상에서 발견된 깊은 두개골에서 특수하고 가늘고 긴 두개골을 진화시켰을 것이며 이는 똑같이 키가 큰 디메트로돈과 공유되었을 것이다.깊지만 낮은 크레스트 상태의 이 스페나코돈은 세코돈토사우루스-디메트로돈 분지군 밖에 있을 것이며 키가 크고 가느다란 등줄기가 진화하기 전에 스피나코돈류 진화의 초기 단계의 특징을 유지할 것이다. 디메트로돈, 스페나코돈, 크테노스폰딜루스가 세코돈토사우루스를 제외한 깊은 물갈퀴(스페나코돈아과)에서 뭉치는 대체 시나리오에서는 세코돈토사우루스의 키가 크고 막대 같은 신경가시가 세코돈토사우루스과의 플레시모형이어야 하며 그래서 4개 속 공통 조상이 세코돈과에서 돛을 보유하고 있어야 한다. 온토사우루스와 디메트로돈은 그러나 스페나코돈에서 또는 (2) 4개 속 모두의 공통 조상은 키가 큰 등 돛이 부족했다.(그리고 더 가까운 것은 스페나코돈과 유사하다.) 이 경우에 세코돈토사우루스와 디메트로돈 모두 매우 비슷하게 생긴 돛을 완전히 독립적으로 진화시켰을 것이다. 최신 분석주로 두개골과 하악골의 공통된 특징을 바탕으로 디메트로돈, 스페나코돈, 크테노스폰딜루스 등으로 구성된 단통류 그룹 스페나코돈아과를 선호한다. 이러한 계통학적 가설에 따르면, 긴 수염을 가진 세코돈토사우루스는 스페나코돈토사우루스과의 기부에 있는 별도의 가지를 나타낸다. 크립토베나토르(현재는 턱 물질로만 알려져 있음)와 후기 석탄기(펜실바니아)의 다른 형태와 같은 초기 스피나코돈티드의 더 완전한 화석은 그룹의 진화와 종에 대해 얼마나 많은 횟수를 가지며 그리고 어떤 진화 단계에서 발전했는지를 명확히 하는데 도움을 줄 수 있다.

## 생존시기와 서식지와 화석의 발견
세코돈토사우루스가 생존했었던 시기는 고생대의 페름기로서 지금으로부터 2억 9000만년전~2억 4500만년전에 생존했었던 종이다. 생존했었던 시기에는 북아메리카를 중심으로 하여 당시에 존재했었던 초원, 산림, 강, 호수, 늪, 연못에 광범위하게 서식했었던 도마뱀이다. 화석의 발견은 1878년에 미국 텍사스주의 페름기에 형성된 지층에서 미국의 고생물학자인 코페에 의하여 처음으로 화석이 발견되어 새롭게 명명된 종이며 이후인 1936년에 미국의 고생물학자인 로머에 의하여 2번째 아종인 세코돈토사우루스 윌리스토니가 명명되었다.

## 같이 보기
- 파충류
- 단궁류
- 고생대
- 페름기
- 도마뱀
- 화석